# Zdjęcia próbne
Zdjęcia próbne (en polonès Fotos de prova) és una pel·lícula psicològica polonesa del 1977 codirigida per Agnieszka Holland, Paweł Kędzierski i Jerzy Domaradzki.
La pel·lícula, malgrat la seva estructura novedosa i el fet de ser una opera prima de tres directors, és coherent pel que fa al pensament i a la forma; cap dels creadors li va imposar els seus trets individuals. Les observacions realistes i els fragments de fotos de prova autèntiques creen un tot, i la imatge s'acosta encara més a la vida real.

## Argument
Una estudiant de secundària anomenada Anka vol marxar del poble avorrit on viu. Envia les seves fotos a un estudi de cinema que busca joves actors amateurs. Juntament amb el seu xicot, Tomek, va a una cabana d'acampada el cap de setmana. De manera inesperada, resulta que el noi la tracta com un repte esportiu: també vol que dormi amb el seu amic. Criat en un orfenat, Paweł agafa la seva primera feina a la seva vida i comença una aventura amb Krystyna, una dona casada més gran que ell. No volent enganyar el seu marit, ella li confessa la veritat, però Krystyna no vol trencar el matrimoni. Els destins d'Anka i Paweł s'entrellacen en els plans de prova de la pel·lícula, en què tots dos participen.

## Repartiment
- Daria Trafankowska − Anka Karaszkiewicz
- Andrzej Pieczyński − Paweł Burski
- Mirosława Marcheluk - la doctora Krystyna, la dona de Stefan
- Urszula Modrzyńska - La mare d'Anka
- Sława Kwaśniewska - Wacka, la tia de l'Anka
- Zbigniew Bielski - Stefan, gerent del centre comunitari
- Aleksander Maciejewski - Tomek, amic de l'Anka
- Bogdan Bentyn - Andrzej, amic de Tomek
- Andrzej Wajda - ell mateix
- Daniel Olbrychski - ell mateix
- Janusz Głowacki - un home en un bar
- Andrzej Chrzanowski - actor amb l'uniforme d'un oficial alemany
- Maciej Karpiński - segon director, organitzador de rodatges de prova
- Janusz Zaorski - recepcionista de l'hotel
- Maria Wachowiak - una dona discutint amb un home en un bar
- Józef Badyda - conductor d'escena al centre comunitari
- Adam Ferency - fotògraf de prova que substitueix Paweł
- Małgorzata Zajączkowska - participant de la prova de fotografia

## Premis
- 1977 - Agnieszka Holland, Paweł Kędzierski, Jerzy Domaradzki: premi ZSMP als valors ideològics i educatius destacats (Łagów, Lubuskie Lato Filmowe)[3]